# بری وایتسنبرگ
بری وایتسنبرگ (انگلیسی: Barry Weitzenberg؛ زادهٔ september ۳۰, ۱۹۴۶ (۷۸ سال)) ورزشکار واترپلو اهل ایالات متحده آمریکا است.
وی در مسابقات کشوری و بین‌المللی در مجموع برندهٔ ۱ مدال برنز شده‌است.